# Nicktoons
Nicktoons är en amerikansk kabel-TV-kanal som ägs av MTV Networks Kids & Family Group, en del inom Viacom Media Networks som är en avdelning av Viacom. Kanalen sänder animerade TV-serier från systerkanalen Nickelodeon, samt originalproduktioner och utländska animerade TV-serier. Kanalen påminner om Cartoon Networks systerkanal Boomerang och Disney Channels systerkanal Disney XD (tidigare Toon Disney).
I juli 2015 var kanalen tillgänglig i 65 822 000 amerikanska hushåll (56,5 % av hushållen med TV).

### Fotnoter
1. ↑  Robert Seidman (21 juli 2015). ”List of How Many Homes Each Cable Networks Is In - Cable Network Coverage Estimates as of July 2015” (på engelska). TV by the Numbers. Arkiverad från originalet den 13 november 2016. https://web.archive.org/web/20161113113640/http://tvbythenumbers.zap2it.com/reference/list-of-how-many-homes-each-cable-network-is-in-as-of-july-2015/. Läst 5 februari 2017.